# Déodat Gratet de Dolomieu

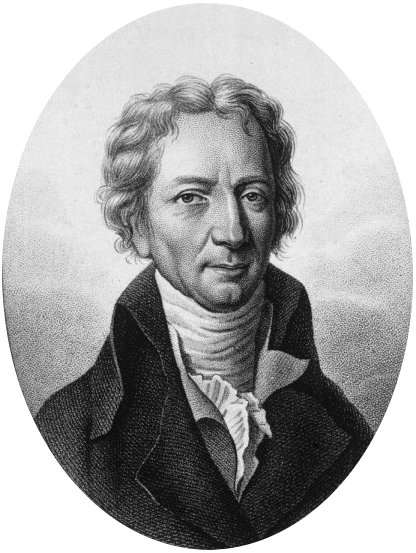
Déodat de Dolomieu.

Déodat Gratet de Dolomieu (Castillo de los Gratet, Dolomieu, 23 de junio de 1750–Castillo de Curbigny en Charolais, Châteauneuf, 28 de noviembre de 1801) fue un importante geólogo francés que destacó por haber sido el primero en describir la dolomía, la cual recibe posteriormente ese nombre en su honor.
Dolomieu puso de manifiesto la elevada proporción de magnesio de la dolomía, característica que la distingue de la caliza, cuyo principal componente es el calcio.
La formación académica de Dolomieu le permitió ocupar la cátedra de mineralogía de París, además de llevar a cabo trabajos de investigación en las regiones volcánicas de Sicilia, Calabria y los Alpes, lugar donde descubrió la dolomía.
- Datos: Q380520
- Multimedia: Déodat Gratet de Dolomieu / Q380520